# Белла, Анжелика
Анжелика Белла (англ. Angelica Bella, 15 февраля 1968 года — 7 мая 2021 года) — венгерская порноактриса. В основном работала и пользовалась наибольшей популярностью в Италии.

## Биография
Габриэлла родилась 15 февраля 1968 года в городе Тисалёк. В индустрии фильмов для взрослых начала работать в начале 1990-х под псевдонимом Габриелла Дари, посетив кастинг Пьера Вудмана. После этого сотрудничала с немецкими режиссёрами, в частности с Нильсом Молитором. Получив таким образом некоторую известность, Анжелика заключает эксклюзивный контракт со студией Tecnica Cinematografica итальянского порнорежиссёра Марио Сальери и меняет псевдоним на принесший ей наибольшую популярность в бизнесе — Анжелика Белла. 
Покорив Европу, актриса решает попытать счастья в США и в 1992 году снимается в фильмах «The Anal-Europe Series 1 and 2» и «La femme du pêcheur» вместе с Томом Байроном и Джои Сильвера. Эти фильмы не принесли ей такого же успеха как предыдущие, и Анжелика вернулась в Европу. Окончательно покинула индустрию фильмов для взрослых в 2007 году, снявшись за свою карьеру более чем в 100 фильмах. Умерла в 2021 году.

## Награды
- 1993 Hot d'Or — Лучшая европейская актриса[4][5].